# Gary Thomson (snookerzysta)
Gary Thomson (ur. 7 września 1977 w Glasgow) – szkocki snookerzysta, dwukrotny mistrz Szkocji . W latach 1995-2004 grał łącznie przez 3 lata jako zawodowiec w World Snooker Tour.

## Kariera
Gary Thomson zaczął grać w snookera dopiero w wieku 16 lat, a niecały rok później, w sezonie 1995/96, po raz pierwszy wziął udział w rundach kwalifikacyjnych do turniejów zawodowych. Jego najlepszym wynikiem było dotarcie do czwartej rundy Mistrzostw Świata w 1996. Po pierwszym sezonie zajął 366 miejsce w światowym rankingu.. W swoim drugim roku przetrwał tylko cztery rundy kwalifikacyjne European Open ale zanim dotarł do 1/128 finału. Zajmując 258. miejsce w rankingu, nie miał szans na zakwalifikowanie się do nowo utworzonego World Snooker Tour i musiał przenieść się do drugiej ligi UK Tour. Ale nawet tam nie odegrał żadnej roli w wyższych rundach turnieju.
Przez sześć lat grał jako amator, brał też udział w otwartych turniejach głównego cyklu, Benson & Hedges Championship i World Championship. W 2001 roku znalazł sponsora, który umożliwił mu profesjonalne szkolenie i uiścił opłaty wpisowe. W tym samym roku zdobył tytuł Mistrza Szkocji Amatorów. Rok później dotarł ponownie do finału, w którym przegrał z Davidem McLellanem. Przegrał swój trzeci finał z rzędu z Jamesem McBainem.
Od sezonu 2001/02 brał także udział w turniejach kwalifikacyjnych Challenge Tour. W sezonie 2002/03 dotarł do półfinału dwóch z czterech turniejów, pokonując między innymi Joe Jogię i Martina Gould . Do Touru 2003/04 zakwalifikował się dzięki klasyfikacji generalnej. Sezon poszedł całkiem dobrze i dotarł do najlpeszych 64 turniejów Welsh Open i Players Championship w Szkocji, pokonując trzech graczy z czołowej 64-tki: Alfiego Burdena, Shauna Murphy'ego i Marcusa Campbella . Jednak na najważniejszych turniejach, takich jak UK Championship i World Championship, odpadał w drugiej rundzie - w każdym przypadku po zwycięstwie nad Lukiem Fisherem w meczu otwarcia. Oznaczało to, że nie zdobył wystarczającej liczby punktów, by awansować powyżej 87. miejsca w światowym rankingu, co wiązało się z kolejnym wykluczeniem z grona zawodowców.
Podjął próbę natychmiastowego powrotu poprzez Challenge Tour, ale w sezonie 2004/05 wygrał tylko jeden mecz w czterech turniejach. W kolejnym roku wprowadzono Pontin's International Open Series (PIOS) z ośmioma turniejami kwalifikacyjnymi, ale po dwóch turniejach bez przełomu, poddał się i nie brał udziału w kolejnym roku. Spróbował ponownie w sezonie 2007/08 i dotarł do 1/8 finału w jednym turnieju, ale zagrał tylko w pięciu turniejach i dwukrotnie odpadł w pierwszej rundzie, co pozbawiło go szans w rankingu touru i dało mu 62. miejsce. W tym samym roku wystąpił także w Mistrzostwach Europy, docierając do 1/8 finału. Po długiej przerwie zakwalifikował się do World Open podczas turnieju Rileys Club w Glasgow w 2010 roku. Jednak w pierwszym meczu przegrał z Lasse Münstermannem. Ten sam los spotkał go w dwóch turniejach nowo wprowadzonego cyklu Players Tour Championship (PTC), w których następnie wziął udział. Minęło kilka lat, w których grał już tylko na poziomie amatorskim. W 2014 roku ponownie dotarł do finału Mistrzostw Szkocji, przegrywając po raz trzeci z Robertem Carlisle'em. W kolejnych latach brał udział w kilku turniejach PTC i Mistrzostwach Świata Amatorów. W 2015 roku dotarł do 1/8 finału. Ponadto kilkakrotnie bezskutecznie próbował zakwalifikować się do Main Tour poprzez Q School, jednak nigdy nie udało mu się przejść fazy grupowej 1/8 finału.
W kolejnych latach Thomson odniósł pewne sukcesy na poziomie amatorskim; zaledwie kilka dni po ostatecznej porażce z Shacharem Rubergiem na Mistrzostwach Europy w wariancie 6-Red, dotarł także do półfinału Mistrzostw Europy Seniorów w 2018 roku. W następnym roku ponownie dotarł do finału Mistrzostw Szkocji, które wygrał w 2025 roku po raz drugi w ciągu 24 lat. W 2021 roku po raz pierwszy zdobył mistrzostwo kraju wśród seniorów, a w 2024 roku powtórzył to osiągnięcie.
W lipcu 2025 wziął udział w rankingowym turnieju Championship League Snooker zastępując Lucę Brecela, który wycofał się z turnieju.

## Sukcesy

### Turnieje amatorskie
| Rezultat  |    | Rok  | Turniej                                  | Przeciwnik         | Wynik | Przypisy    |
| --------- | -- | ---- | ---------------------------------------- | ------------------ | ----- | ----------- |
| Finalista | 1. | 2018 | EBSA 6 reds Snooker Championship         | Shachar Ruberg     | 1–5   | [ 6 ] [ 7 ] |
| Zwycięzca | 1. | 2001 | Scottish Amateur Championship            | Ian Wells          | 7–2   | [ 8 ]       |
| Finalista | 2. | 2002 | Scottish Amateur Championship            | David McLellan     | 0–7   | [ 9 ]       |
| Finalista | 3. | 2003 | Scottish Amateur Championship            | James McBain       | 3–7   | [ 10 ]      |
| Finalista | 4. | 2014 | Scottish Amateur Championship            | Robert Carlisle    | 3–7   | [ 11 ]      |
| Finalista | 5. | 2019 | Scottish Amateur Championship            | Michael Collumb    | 4–7   | [ 12 ]      |
| Zwycięzca | 2. | 2021 | Scottish Masters Championship (seniorzy) | Richy McDonald     | 6–0   | [ 13 ]      |
| Finalista | 6. | 2023 | Scottish Masters Championship (seniorzy) | Lee Mcallister     | 2–6   | [ 14 ]      |
| Zwycięzca | 3. | 2024 | Scottish Masters Championship (seniorzy) | Craig MacGillivray | 6–4   | [ 15 ]      |
| Finalista | 7. | 2025 | Scottish Masters Championship (seniorzy) | Craig MacGillivray | 5–6   | [ 16 ]      |
| Zwycięzca | 4. | 2025 | Scottish Amateur Championship            | Jack Borwick       | 7–4   | [ 17 ]      |